# 维拉斯 (科罗拉多州)
维拉斯（英語：Vilas），是美国科罗拉多州巴卡县下属的一座城市。建市于1888年6月25日，面积大约为0.128平方英里（0.331平方公里）。根据2010年美国人口普查，该市有人口114人。2011年估计该市有人口114人，相比2010年人口增长率为0.00%。同时，论人口该市是科罗拉多州第253大城市。